# Bultaco TSS Mk2
|  | Aquest article tracta sobre les noves TSS creades per Jan Thiel i Martin Mijwaart el 1976. Si cerqueu informació sobre les històriques TSS dels anys 60, vegeu «Bultaco TSS». |

La TSS Mk2 fou una motocicleta de competició fabricada per Bultaco entre 1976 i 1980, dissenyada específicament per als Grans Premis de motociclisme. Al llarg de la seva vida comercial se'n produïren diverses versions en tres cilindrades (50, 125 i 250 cc), per bé que la més reeixida fou la de 50 cc. Com a característiques generals a totes les versions, disposaven d'un motor de dos temps amb refrigeració líquida, bastidor monocasc de xapa d'acer, frens de disc i amortidors de forquilla convencional davant i telescòpics darrere.
Aquesta moto representà el retorn de Bultaco al mundial de motociclisme, uns anys després d'haver-lo abandonat. Com a homenatge a les històriques motocicletes de velocitat de la marca, protagonistes del campionat durant la dècada de 1960, la firma decidí de recuperar-ne la denominació original: TSS (inicials de Tralla Super Sport) amb el distintiu Mk2, indicador de segona generació. Val a dir que les noves TSS no tenien ja res a veure amb les seves antecessores, ja que eren bàsicament una evolució de la Piovaticci desenvolupada pels tècnics neerlandesos Jan Thiel i Martin Mijwaart. Amb aquestes modernes TSS, Bultaco assolí els seus principals èxits al mundial en la categoria dels 50cc, amb Ángel Nieto i Ricardo Tormo de pilots.

## Història

### Antecedents

#### Les Bultaco TSS dels 60

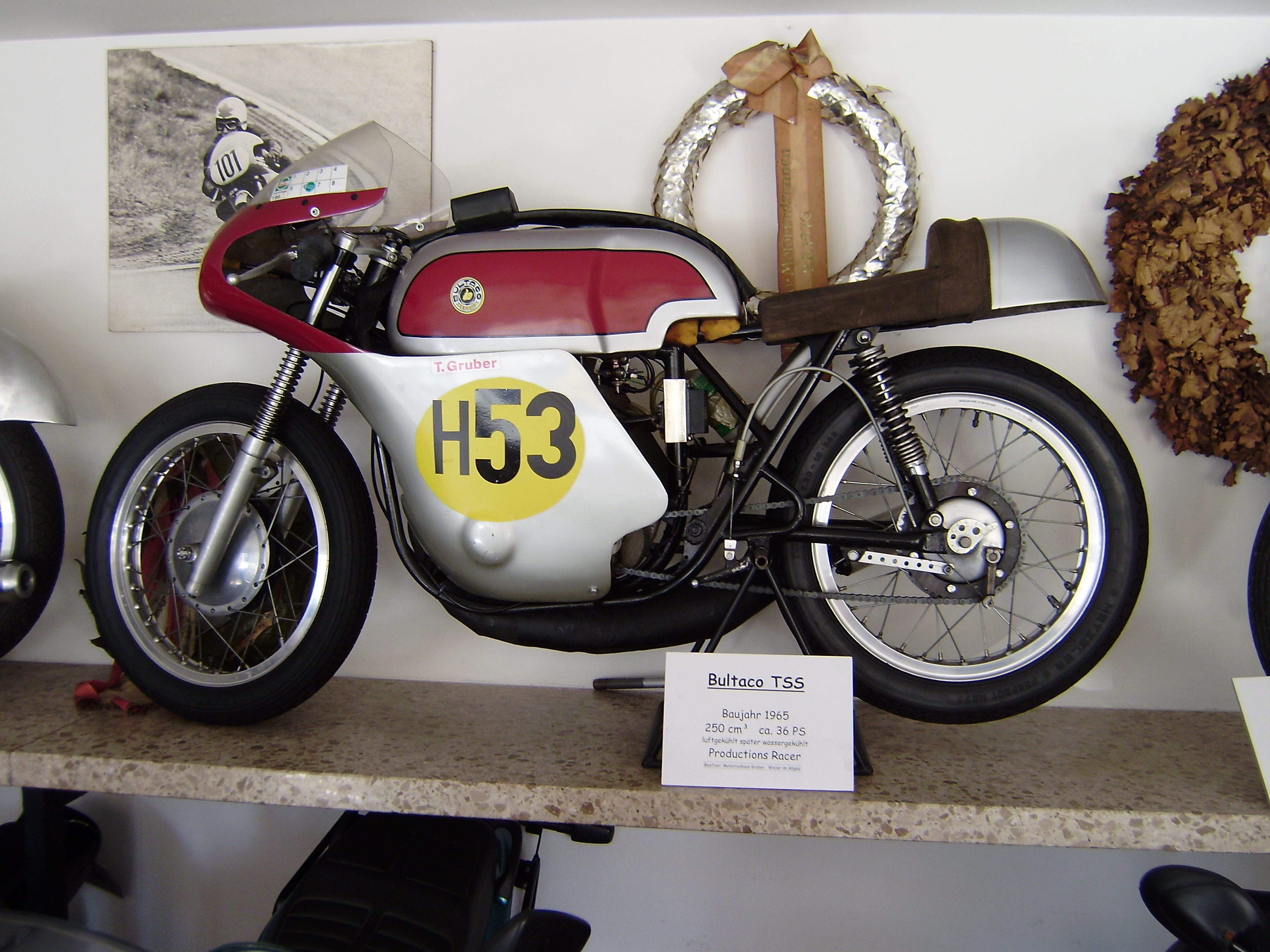
Una Bultaco TSS Agua de 1968

El 1961, Bultaco inicià la comercialització de la TSS, un model que es va exportar molt i que, gràcies a la seva eficàcia i fiabilitat, esdevingué una eina molt útil per als pilots privats. Durant anys, Bultaco fou l'alternativa més eficaç als motors de vàlvules i la millor opció per als qui, tot i no disposar d'equip oficial ni pressupost elevat, volien competir contra les potents pluricilíndriques japoneses. Paco Bultó, l'amo de l'empresa, deixà dit que «la TSS no era una moto guanyadora al mundial però podia estar entre les sis millors i era una vencedora potencial en qualsevol altra cursa».
La TSS es fabricà en les cilindrades de 125, 175, 200, 250 i 350 cc fins que, després d'una dècada d'èxits esportius, Bultaco n'abandonà la producció cap a 1970.

#### La Jamathi de Thiel i Mijwaart

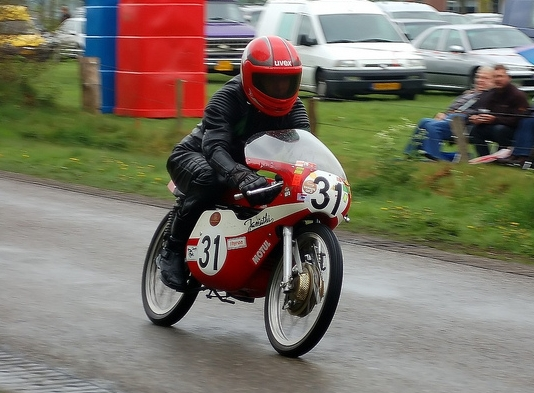
Una Jamathi de 1970, en una cursa de clàssiques el 2010

A mitjan dècada de 1960, Jan Thiel i Martin Mijwaart decidiren de crear una motocicleta de Gran Premi per a la categoria dels 50cc. La moto, anomenada Jamathi (nom compost amb les inicials dels dos socis), debutà al mundial de 1967 pilotada pel també holandès Paul Lodewijkx i només un any després, el 1968, el tàndem guanyà el seu primer Gran Premi i acabà subcampió del món de la categoria. Els bons resultats de la Jamathi s'anaven encadenant, repetint el subcampionat amb Aalt Toersen el 1970 i assolint, amb Theo Timmer, dos tercers llocs consecutius els anys 1972 i 1973, a banda de guanyar diversos Grans Premis.
L'èxit de la Jamathi es devia al geni dels seus dos creadors: Jan Thiel en dissenyava els motors i Mijwaart, a banda d'un experimentat pilot, era un tècnic matricer que dominava el torn, la fresadora i la soldadura. La parella fabricava les motos de forma totalment artesanal als corrals d'una antiga granja als afores d'Amsterdam, on Mijwaart hi construïa els motors partint de zero. Després d'uns anys de triomfs a les competicions, cap a 1974 els dos tècnics entraren en fase de problemes financers i hagueren d'abandonar el projecte de la Jamathi.

#### La Piovaticci de 1975

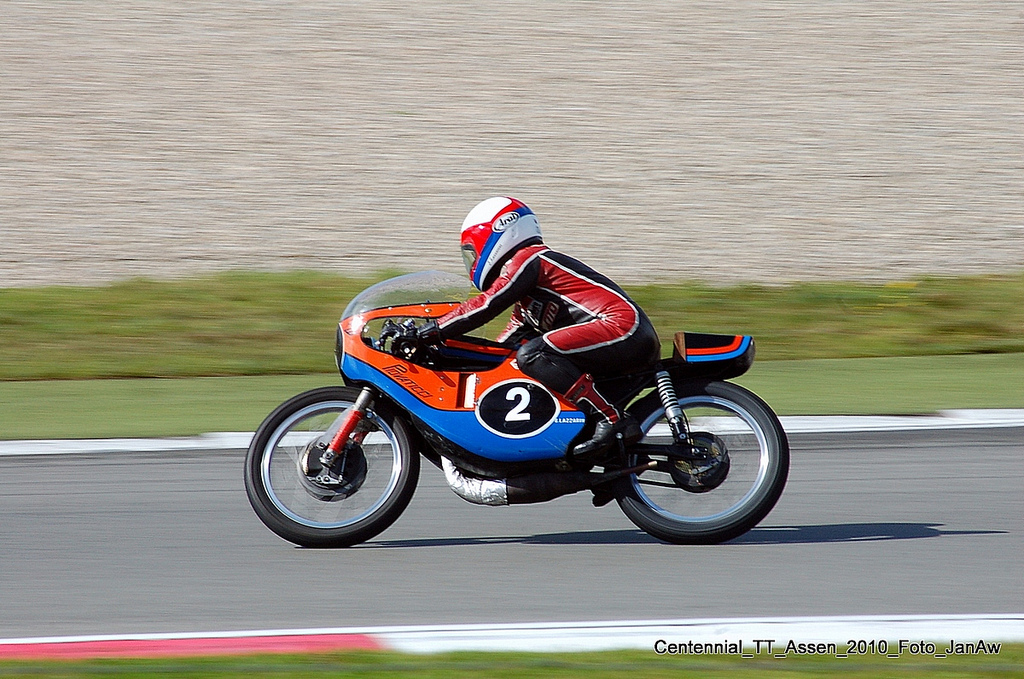
Eugenio Lazzarini amb la Piovaticci, en una cursa el 2010

El 1969, la FIM va establir diverses limitacions al mundial per tal d'evitar l'escalada tecnològica que s'hi estava produint darrerament, especialment per part dels fabricants japonesos. En la categoria de 50cc es va fixar el màxim d'un cilindre, a més del topall de sis marxes per a totes les cilindrades. Això va permetre que petits fabricants o empresaris (fins i tot sense relació amb el motociclisme) s'interessessin per aquest camp i fitxessin tècnics de prestigi per a entrar-hi. Fou el cas del milionari empresari italià Egidio Piovaticci, qui el 1974 aprofità la delicada situació econòmica de Thiel i Mijwaart per a contractar-los, amb l'encàrrec de crear una nova moto per al pilot de la seva escuderia Eugenio Lazzarini.
La Piovaticci creada pels dos neerlandesos era una moto avançada al seu temps: motor de cilindre horitzontal, vàlvula rotativa, bomba d'aigua elèctrica, canvi extraïble i un sorprenent xassís monocasc d'acer amb el dipòsit integrat i amb el basculant ancorat amb excèntriques, per tal de poder variar la distància entre eixos de forma ràpida. Amb aquella moto, Lazzarini acabà subcampió del món darrere d'Ángel Nieto i la seva Kreidler el 1975, però tot seguit l'empresa de Piovaticci va fer fallida.

#### Nieto i la RFME
Al mateix temps, Ángel Nieto, malgrat haver aconseguit un nou campionat de 50cc amb Kreidler, estava passant uns anys complicats al mundial després d'haver quedat sense equip a finals de 1972, en retirar-se Derbi de les competicions i haver hagut de subsistir tot pilotant diverses motocicletes semi-privades. Fou aleshores quan entrà en escena la RFME (federació espanyola de motociclisme). Segons algunes fonts, la federació decidí d'ajudar Nieto tot aprofitant la fallida de Piovaticci i va comprar-ne el departament de competició al complet, alhora que en contractava els dos tècnics neerlandesos; tot seguit, la federació contactà amb Bultaco per tal que la marca catalana s'encarregués de gestionar l'equip i de mantenir i desenvolupar les motos. Segons altres fonts, fou Nieto qui va contactar el 1975 amb Jan Thiel i Martin Mijwaart perquè entressin a treballar a Bultaco, en saber que la firma planejava de tornar als Grans Premis la temporada següent.
El desembre de 1975 es feu públic el resultat de l'operació a quatre bandes, materialitzada en un contracte que unia Jan Thiel i Martin Mijwaart amb la RFME, Bultaco i Nieto per a la temporada de 1976.

### 1976: Les noves Bultaco TSS
Bultaco, veient la qualitat de la Piovaticci 50, decidí de deixar-la tal com estava i centrar-se a desenvolupar una nova 125 bicilíndrica a partir d'un prototipus esbossat per Thiel i Mijwaart. Acostumats com estaven a treballar de forma artesanal, als dos neerlandesos els costà inicialment d'adaptar-se al funcionament d'un fabricant important com era Bultaco. Paco Bultó explicava l'anècdota que en una de les primeres converses amb els dos tècnics, els demanà plànols dels motors i ells «es varen mirar amb sorpresa i Jan, entre i embuts i excuses, va treure una llibreta de col·legial i confessà que els únics plànols que tenien eren aquells dibuixos i croquis».
En memòria de les mítiques TSS, les noves Bultaco de competició es denominaren «TSS Mk2» malgrat que eren bàsicament els prototipus dissenyats pels neerlandesos amb l'únic afegitó dels adhesius de Bultaco. Amb aquells prototipus n'hi va haver més que prou per a guanyar el mundial de 50cc d'aquell any i el del següent. Malauradament, però, la creixent crisi de l'empresa provocà que la TSS Mk2 125, i especialment la 250 (ambdues desenvolupades gairebé de zero per Thiel i Mijwaart a la fàbrica de Sant Adrià de Besòs) no estiguessin a l'altura de la petita 50.

### Èxits al Campionat del Món

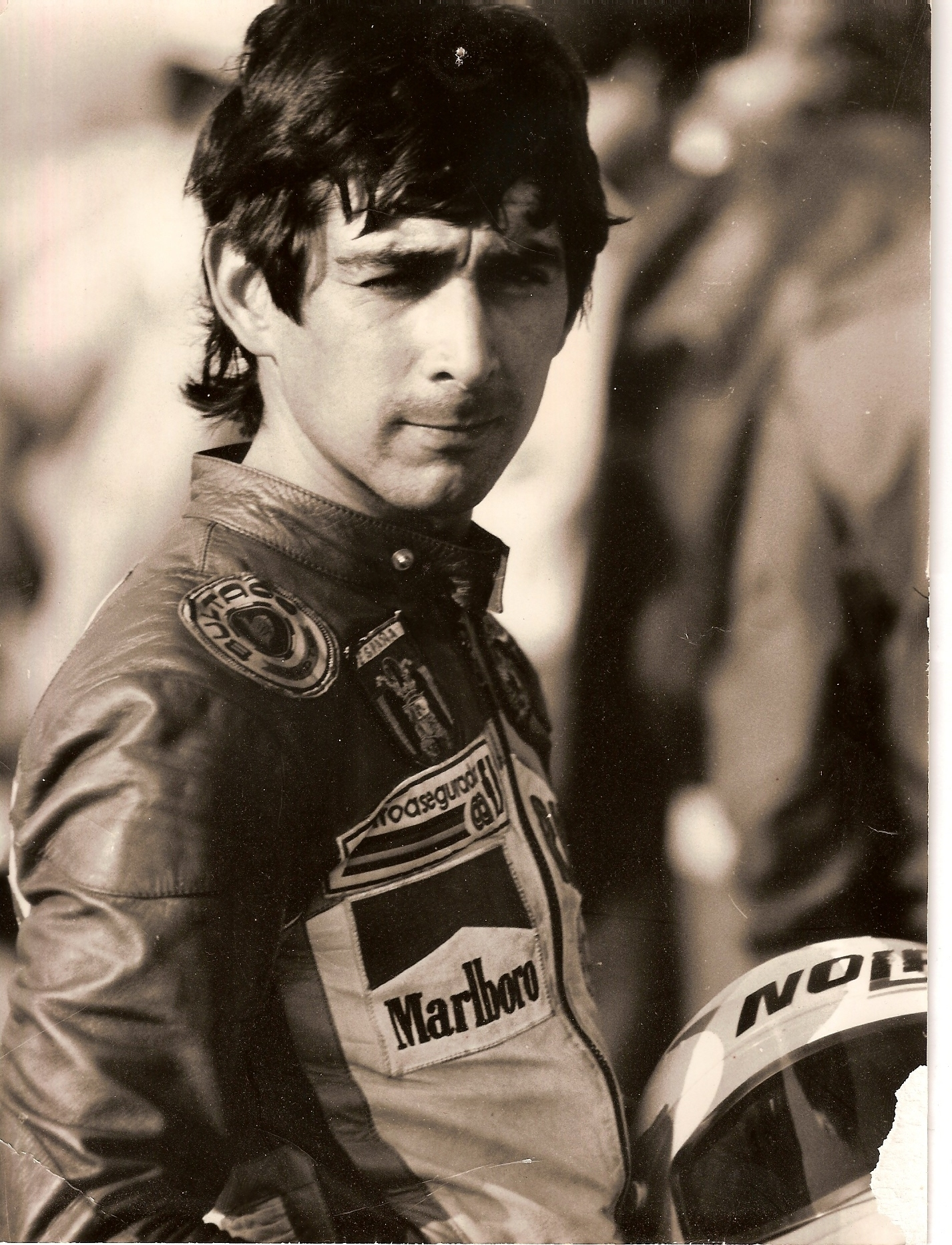
Ricardo Tormo cap a 1978

El 1976, durant la seva primera temporada amb les noves TSS Mk2, Ángel Nieto guanyà el Mundial de 50cc i fou subcampió de 125cc, amb un total de 5 victòries (quatre a 50cc i una a 125cc) i 11 podis, atorgant a Bultaco els seus primers títols mundials de pilots i de fabricants.
El 1977, en ple inici de la crisi que portaria a Bultaco al tancament, l'empresa reforça el seu equip amb Ricardo Tormo, mentre Nieto repeteix el títol de 50cc i queda tercer a 125cc. La temporada de 1978, Nieto abandona la categoria de 50cc per tal de concentrar-se en 125cc i en 250cc amb una nova 250 dissenyada a imatge de la 125, però la 250 resulta poc competitiva (Nieto la prova únicament als entrenaments del Gran Premi d'Itàlia). Aquella temporada fou poc lluïda per a Nieto a causa de les contínues avaries de la 125: en sis Grans Premis només aconseguí un setè lloc, decidint finalment d'abandonar Bultaco per a entrar a Minarelli amb Pier Paolo Bianchi de company (finalment, Nieto fou subcampió aquell any). En canvi, Tormo té una temporada excel·lent a 50cc i es proclama campió del món amb autoritat, guanyant cinc de les set curses de la temporada.
La situació econòmica de Bultaco empitjora dràsticament el 1979, la qual cosa perjudica Tormo, qui amb prou feines aconsegueix de puntuar en 50cc tot i que sí que suma una victòria i un segon lloc a 125cc. A final d'any la fàbrica tanca les portes i el gener de 1980 comunica que no participarà en competicions. Al maig reobre amb la meitat de la plantilla (240 treballadors) però la situació és crítica i la conflictivitat laboral esclata. Part del material del departament de competició es liquida.
Pel que fa a Jan Thiel, el seu geni va fer que els fabricants se'l disputessin: després de desenvolupar amb èxit les motocicletes de competició de Minarelli i Garelli, a mitjan dècada de 1990 esdevingué el màxim responsable dels motors de les Aprilia de Gran Premi, uns motors que gràcies als afinats cilindres que ell creava portaren la marca italiana a guanyar campionats del món de 125 i de 250cc.

### Les Bultaco Motul de 1981
El 1981, Motul adquireix les Bultaco 50 oficials i les inscriu al Mundial com a Motul-Bultaco (la maniobra fou orquestrada per Salvador Gascón, mecenes i amic de Ricardo Tormo). Amb aquestes motos i patrocinat pel fabricant de mobles valencià Tabervall, Tormo aconsegueix el seu segon títol en una temporada en què guanya sis de les vuit curses del calendari, donant a la moribunda Bultaco el seu darrer títol mundial. La resta del material també va passar a altres pilots: les 125 se les queda el Cartagener Pedro Cegarra per a córrer amb èxit el Campionat d'Espanya, mentre que la 250 l'adquireix l'uruguaià Gastón Biscia (mort mesos després en un accident patit en una cursa al Circuit del Jarama).

De cara al 1982, Ricardo Tormo crea una escuderia pròpia i li cedeix les seves antigues Bultaco TSS 50 al jove Jorge Martínez "Aspar" (qui ja havia estat campió d'Espanya de 50cc amb les motos de Tormo), però diversos imprevistos frustren els plans inicials i Tormo acaba havent de compartir aquelles TSS, que ja acumulen cinc temporades d'ús, amb Aspar. Aquella fou la darrera temporada de Bultaco als Grans Premis i se saldà amb el quart lloc final de Tormo, havent aconseguit tres podis. L'any següent, la marca aconseguí encara puntuar en algun Gran Premi gràcies a Theo Timmer.

## Palmarès
Durant la seva segona etapa d'activitat en els Grans Premis, la de les TSS Mk2, Bultaco guanyà quatre títols de pilots i quatre de fabricants en la categoria de 50cc, amb un total de 26 victòries al mundial (21 a 50cc i 5 a 125cc), a més de nombrosos podis. A banda, amb aquestes motos es guanyaren també diversos campionats estatals arreu d'Europa, com ara els onze campionats d'Espanya acumulats per Nieto, Tormo i Aspar entre 1976 i 1982 (7 de 50cc i 4 de 125cc), el campionat dels Països Baixos de 50cc que guanyà Theo Timmer el 1981 o els dos d'Itàlia guanyats per Claudio Lusuardi els anys 1979 i 1980.

### Resultats al Campionat del Món
La següent taula reflecteix la millor classificació final obtinguda anualment a cada categoria del mundial per pilots de la Bultaco TSS Mk2.
| Any  | 50cc          | 50cc    | 125cc         | 125cc   | 250cc       | 250cc   |
| Any  | Pilot         | Posició | Pilot         | Posició | Pilot       | Posició |
| ---- | ------------- | ------- | ------------- | ------- | ----------- | ------- |
| 1976 | Ángel Nieto   | 1r      | Ángel Nieto   | 2n      | -           | -       |
| 1977 | Ángel Nieto   | 1r      | Ángel Nieto   | 3r      | -           | -       |
| 1978 | Ricardo Tormo | 1r      | Ángel Nieto   | 2n      | Ángel Nieto | -       |
| 1979 | -             | -       | Ricardo Tormo | 7è      | -           | -       |
| 1980 | Theo Timmer   | 7è      | -             | -       | -           | -       |
| 1981 | Ricardo Tormo | 1r      | -             | -       | -           | -       |
| 1982 | Ricardo Tormo | 4t      | -             | -       | -           | -       |
| 1983 | Theo Timmer   | 10è     | -             | -       | -           | -       |

Notes
1. ↑  El 1978, Nieto competí amb la TSS Mk2 125 durant els primers 6 Grans Premis de la temporada i la resta, amb Minarelli.
2. ↑  La TSS Mk2 250 només participà oficialment als entrenaments del Gran Premi d'Itàlia de 1978.
3. ↑  El 1981, Motul adquirí les TSS Mk2 oficials en entrar en crisi Bultaco. Les motos competiren al mundial com a Motul-Bultaco.

## Versions
Ramon Galí, un dels pilots de les TSS Mk2 durant la dècada de 1970, informava en una entrevista que, en comprar Piovaticci, Bultaco es va quedar amb una 50 completa (amb xassís acanalat) i un motor de 50 cc, més una 125 completa i un motor de 125 cc.
Posteriorment, la firma catalana en va fabricar unes quantes més en col·laboració amb els tècnics neerlandesos, desenvolupant anualment noves versions per als seus pilots oficials i, al mateix temps, produint-ne algunes més per a vendre a pilots privats competitius com a motocicleta "curses-client". Malgrat que no hi ha gaire fonts fiables sobre la quantitat total d'unitats produïdes, algun cop s'ha documentat que hi va haver 12 unitats de la TSS Mk2 50, 3 unitats de la TSS Mk2 125 i una sola unitat de la TSS Mk2 250.
A banda, quan Bultaco ja havia cessat la producció, el tècnic de Motul Ángel Carmona va crear algunes "rèpliques" de la TSS Mk2 per a determinats pilots. Aquestes rèpliques es diferenciaven de les originals pel fet de tenir el tap del dipòsit de benzina al lloc usual i no pas al colín (darrere el selló) com les altres. Les TSS de Carmona han estat sovint conegudes com a Tavi pel fet que Carmona, l'autor dels xassissos, en no disposar de l'equip de soldadura adient va portar-los a soldar a les instal·lacions d'aquest conegut taller de Vilassar de Dalt (Maresme). S'ha dit que d'aquestes Bultaco Motul-Carmona (o "Bultaco Tavi") se'n varen fer 3 unitats.

### Llista de versions produïdes
| Nom         | Cilindrada | Id. Model | Període en producció | Període en producció | Núm. Sèrie                | Característiques                  |
| Nom         | Cilindrada | Id. Model | De                   | A                    | Núm. Sèrie                | Característiques                  |
| ----------- | ---------- | --------- | -------------------- | -------------------- | ------------------------- | --------------------------------- |
| TSS MK2 50  | 50cc       | 176       | Gener 1976           | 1980                 | 176.000.001 a 176.000.007 | Xassís acanalat                   |
| TSS MK2 125 | 125cc      | 177       | 1977                 | ?                    | ?                         | Xassís llis i forquilles daurades |
| TSS MK2 250 | 250cc      | 178       | 1978                 | ?                    | ?                         | Xassís llis i forquilles negres   |

#### Unitats conservades
Pel que fa a les TSS Mk2 50, s'ha afirmat que actualment en resten encara entre 7 i 12 de ben conservades. Concretament, segons Ramon Galí, aquestes:
| Unitat | Descripció                  | Propietari                                            |
| ------ | --------------------------- | ----------------------------------------------------- |
| 1      | La Piovaticci original      | Ángel Nieto (exposada al Museo Ángel Nieto de Madrid) |
| 2      | Una de les de Ricardo Tormo | Joaquim Folch                                         |
| 4      | La de Ramon Galí            | Germans Galí                                          |
| 5      | La de Joaquim Galí          | Germans Galí                                          |
| 6      | La de Jaume Alguersuari     | Manuel Jordán                                         |
| 7      | La de Claudio Lusuardi      | Vicent Ballester                                      |

Notes
1. ↑  Ramon Galí n'esmenta «una de nova amb xassís Bultaco i el segon motor Piovaticci» i «una de Daniel Mateos» (germà de les cantants de Baccara) que no han estat identificades entre aquestes set.
2. ↑  Amb aquesta moto, Ricardo Tormo guanyà els mundials de 1978 i de 1981.

D'altra banda, altres fonts quantifiquen la producció total de 1979 també en 7 unitats, el destí de la majoria de les quals ha pogut ser documentat:
| Núm. xassís | Pilot             | Destí                                                    |
| ----------- | ----------------- | -------------------------------------------------------- |
| 001         | Ángel Nieto       | Va passar a Jan Thiel                                    |
| 002         | Ricardo Tormo     | - Desconegut -                                           |
| 003         | Theo Timmer       | Va passar a Ángel Nieto (és la que té al seu museu)      |
| 004         | Ramon Galí        | Conservada pels germans Galí                             |
| 005         | Joaquim Galí      | Conservada pels germans Galí                             |
| 006         | Jaume Alguersuari | Va passar a Ricardo Tormo i després se'n perdé el rastre |
| 007         | Claudio Lusuardi  | Conservada per Claudio Lusuardi                          |

### 50
Fitxa tècnica
| • Configuració motor |
| --- |
| - Tipus: 1 cilindre horitzontal - Refrigeració: Líquida - Carburador: Mikuni 28 mm - Admissió: Per vàlvula rotativa - Embragatge: Multidisc en sec - Encesa: Electrònica artesanal - Transmissió: Per engranatges |

| • Altres |
| --- |
| - Xassís: Monocasc en acer inoxidable amb el dipòsit integrat - Llandes: Campagnolo d'aliatge lleuger amb cinc raigs |

Notes
1. ↑  18 o 19 segons altres fonts.[10]
2. ↑  Betor de gas a la versió de 1977.[10]
3. ↑  Zanzani a la versió de 1977.[10]
4. ↑  54 o 55 segons altres fonts.[10]

### 125
Fitxa tècnica
| • Configuració motor                                                                                     |
| --- |
| - Tipus: 2 cilindres horitzontals - Refrigeració: Líquida - Carburador: 2 Mikuni 29 - Admissio: Rotativa |

| • Altres                                                      |
| ------------------------------------------------------------- |
| - Xassís: Monocasc en acer inoxidable amb el dipòsit integrat |

### 250
Fitxa tècnica
| • Configuració motor |
| --- |
| - Tipus: Bicilíndric - Refrigeració: Líquida - Carburador: 2 Mikuni - Embragatge: Multidisc en sec - Transmissió: Per engranatges |

| • Altres                                                      |
| ------------------------------------------------------------- |
| - Xassís: Monocasc en acer inoxidable amb el dipòsit integrat |